# CZ-TT
CZ-TT je družina polavtomatskih pištol iz češke tovarne Česká Zbrojovka iz Uherskega Broda.

## Delovanje in materiali
Pištola je prvo orožje te tovarne, ki deluje na modificiranem browningovem principu, po katerem cev zaklepa razširjeno ležišče naboja, ki se zaklene v odprtino za izmet tulca. Do te pištole so v zbrojevki uporabljali browningov princip, ki je cev zaklepal s pomočjo reber na zgornji strani ležišča naboja.
Uporaba modificiranega browningovega principa je omogočila konstruktorjem, da so pištolo oblikovali po sodobnih standardih z ravno zgornjo površino, ki omogoča hitrejše iskanje tarč. Poleg tega je ta sistem omogočil nameščanje vodil zaklepišča vzdolž celotnega ogrodja. Zaklepišče pri tej pištoli teče po notranji strani ogrodja, zaradi česar je zaklepišče nekoliko ožje od ogrodja, to pa malce otežuje hitro napenjanje prazne pištole.
Pištola ima sodobno polimerno ogrodje, cev in dvodelno teleskopsko vodilo povratne vzmeti sta izdelana iz nerjavečega jekla, zaklepišče, sprožilec, zunanje kladivce in ostali vitalni deli pa iz bruniranega jekla. TT uporablja preizkušeno delovanje sprožilca, na pištoli pa so nameščeni enaki vzvodi kot na pištoli CZ-75. Ena večjih pomankljivosti te pištole je ta, da ni pripravljena za levoročne strelce, saj so vsi vzvodi nameščeni na levi strani. Tako se ena za drugo na ogrodju nahajajo varovalka, vzvod za spuščanje zaklepišča in spojnica, ki služi razdiranju orožja. Na braniku sprožilca se na levi strani nahaja tudi dokaj velik gumb za izmet okvirja.
Kladivce je olajšano z luknjo v sredini in dovolj veliko za preprosto napenjanje. Sprožilec je srpasto ukrivljen, branik pa zaobljen. Pištola deluje v enojnem in dvojnem delovanju sprožilca, sila potrebna za izstrelitev naboja pri enojnem delovanju je okoli 3000 g, pri dvojnem pa kar okoli 6200g, kar je veliko. Tritičkovni merki so nizki in nenastavljivi, pištola pa je na voljo tudi z integriranim kompenzatorjem odsuna. Kompenzator je sestavljen iz dveh lukjic premera 3,8 mm na koncu cevi skozi katere nekaj odvečnih smodniških plinov uide nazgor in tako pomaga pri blažitvi odskoka pištole navzgor.

## Različice
Trenutno obstajajo tri različice tega orožja, izdelane okoli treh najbolj priljubljenih nabojev.
- cZ TT-45 - v kalibru .45
- CZ TT-9 - v kalibru 9 mm Parabellum
- CZ TT-40 - v kalibru .40 S&W

V prihodnosti naj bi pištolo izdelali tudi v kalibru .357 SIG ter z zamenljivo cevjo.